# Ratolí setós ventredaurat
El ratolí setós ventredaurat (Neacomys auriventer) és una espècie de mamífer rosegador de la família dels cricètids. És endèmic de la part equatoriana de la serralada del Còndor, on viu a altituds d'entre 1.460 i 1.885 msnm. El seu hàbitat natural són les selves pluvials de muntanya. Té una llargada de cap a gropa de 64-75 mm, la cua un 55% més llarga i un pes de 12-18 g. El pelatge dorsal és de color marró fosc, mentre que el ventral és daurat. Com que fou descobert fa poc, encara no se n'ha avaluat l'estat de conservació. Tanmateix, els seus descriptors proposaren que fos classificat com a «espècie en perill» per la poca extensió de la seva distribució i l'amenaça que representa la desforestació associada a la mineria. El seu nom específic, auriventer, significa ‘ventredaurat’ en llatí.